# Cry Wolf (Lied)
Cry Wolf ist ein Lied der norwegischen Pop-Rock-Band a-ha aus dem Jahr 1986. Das Stück erschien als zweite Single aus ihrem zweiten Studioalbum Scoundrel Days.

## Entstehung und Inhalt
Geschrieben wurde das Lied von Pål Waaktaar und Magne Furuholmen, die Produktion erfolgte durch Alan Tarney. Musikalisch bewegt sich das Lied überwiegend im Bereich des Synthiepops mit leichten Einflüssen von tanzbarem Pop-Rock, wobei Gitarren von der Band zwar live verwendet wurden, aber in der Aufnahme, in der die Keyboards dominieren, praktisch nicht zu hören sind. Das Lied beginnt mit der Textzeile „Night I left the city, I dreamt of a wolf“. Der Wolf wird in der Folge als bedrohliches Wesen in einer kalten Welt geschildert – entsprechend der Fabel Der Hirtenjunge und der Wolf (englisch: The Boy Who Cried Wolf), auf die sich auch die Handlung des Musikvideos bezieht –, im Refrain heißt es: „Cry wolf, time to worry“. (englisch für „Rufe ‚Wolf‘, Zeit sich Sorgen zu machen.“)

## Veröffentlichung und Rezeption
Cry Wolf erschien zunächst auf a-has zweitem Studioalbum Scoundrel Days, aus dem es erstmals am 24. November 1986 als Single ausgekoppelt wurde. Die Single erreichte in Deutschland Rang 20 der Charts und platzierte sich zehn Wochen in den Top 100. Sie wurde zum sechsten Charthit der Band in Deutschland. Im Vereinigten Königreich erreichten a-ha ebenfalls zum sechsten Mal die Charts, zugleich ist es dort ihr sechster Top-10-Hit. Cry Wolf erreichte Rang fünf und platzierte sich neun Wochen in den Top 10 sowie sieben Wochen in den Charts. In ihrer Heimat Norwegen erreichte der Titel Platz zwei und wurde zum fünften Top-10- und Charthit.
Chartplatzierungen
| ChartsChartplatzierungen       | Höchstplatzierung | Wochen |
| ------------------------------ | ----------------- | ------ |
| Deutschland (GfK)              | 20 (10 Wo.)       | 10     |
| Norwegen (IFPI)                | 2 (9 Wo.)         | 9      |
| Schweiz (IFPI)                 | 27 (3 Wo.)        | 3      |
| Vereinigte Staaten (Billboard) | 50 (10 Wo.)       | 10     |
| Vereinigtes Königreich (OCC)   | 5 (9 Wo.)         | 9      |

Auszeichnungen für Musikverkäufe

| Land/Region                  | Auszeichnungen für Musikverkäufe (Land/Region, Auszeichnung, Verkäufe) | Verkäufe |
| ---------------------------- | ---------------------------------------------------------------------- | -------- |
| Vereinigtes Königreich (BPI) | Silber                                                                 | 250.000  |
| Insgesamt                    | 1× Silber ·                                                            | 250.000  |

## Musikvideo
Das Musikvideo wurde erneut von Steve Barron gedreht, hauptsächlich in Couches beim Château de Couches, in Burgund, Frankreich. Neben Liveszenen der Band wird diese am genannten Schloss gezeigt. Darüber hinaus wird in der Handlung mit einem kleinen Jungen als Hauptfigur auf Äsops Fabel angespielt.